# 야니크 르니에
야니크 르니에(프랑스어: Yannick Renier, 1975년 3월 29일~)는 벨기에의 배우이다.

## 작품 목록

### 영화
- 카니보스 (2018년)
- 스텝 바이 스텝 (2016년) - 프랑수아 물리치료사 역
- 성 프란치스코 (2016년) - 도미니크 역
- 백인의 기사 (2015년)
- 모래의 성 (2015년)
- 사랑의 계절 (2012년) - 필립 역
- 러빙 위드아웃 리즌 (2012년)
- 어느 날 아침 (2011년)
- 올 아워 디자이어스  (2011년)
- 아버지의 비밀 (2010년)
- 고잉 사우스 (2009년)
- 스팟 오브 바더 (2009년)
- 웰컴 (2009년)
- 개인교수 2012 (2008년) - 디디에르 역
- 러브 송 (2007년)
- 사유재산 (2006년)